# Fiddler's Green
Fiddler's Green (litt. « le pré du violoneux ») est un outre-monde paradisiaque dans l'imaginaire maritime anglo-saxon. C'est la perspective, pour les marins ayant passé plus de cinquante années en mer, d'une vie après la mort idyllique, où les pubs seraient légion, où les fiddles ne s'arrêteraient jamais de jouer, où les danseurs ne se lasseraient jamais et où le rhum le tabac et les femmes seraient abondants. Fiddler's Green est imaginé comme un pré verdoyant, un retour sur la terre ferme pour le marin méritoire à sa mort, quoique ce soit un paradis céleste et non terrestre.
Les origines de ce lieu mythologique dans la culture des marins est méconnue, quoique certains font un parallèle avec les champs élysées grecs ou le pays de cocagne.

## Histoire
Une des premières mentions du Fiddler's Green est dans un ouvrage paru en 1832, un conte de marins qui dit qu'il se trouve « neuf milles au-delà de la demeure de sa majesté Satanique ». Frederick Marryat en fait mention dans le livre Snarleyyow, or the Dog Fiend paru en 1837.

## Fiddler's Green dans la culture populaire
- Fiddler's Green a inspiré le nom d'un groupe allemand de musique irlandaise speedfolk
- Dans le film de George A. Romero Le Territoire des morts (2005), Fiddler's Green est le dernier bastion de l'humanité.
- Land of the Dead: Road to Fiddler's Green est un jeu vidéo (2005) pour XBOX et PC inspiré du film.
- Fiddler's Green est une colonie dans le roman de science-fiction Vendredi de Robert A. Heinlein paru en 1982.
- Fiddler's Green est un lieu faisant partie du Rêve et un personnage dans la bande-dessinée Sandman de Neil Gaiman.
- Fiddler's Green est une chanson traditionnelle irlandaise reprise par le groupe de musique irlandais The Dubliners The Dubliners - Fiddler's Green
- Fiddler's Green est la 11ième pièce de l'album Road Apples du groupe canadien The Tragically Hip paru en 1991.  Elle traite du décès hâtif du neveu du chanteur du groupe, Gord Downie.